# Віолончель Давидова
Віолончель Давидова — одна з найбільш знаменитих віолончелей кремонського майстра Антоніо Страдіварі. Виготовлена в 1712 році для великого герцога Тосканського; згодом була привезена графом Апраксіним в Росію.
У XIX столітті ця віолончель Страдіварі, разом з чотирма іншими, перебувала у колекції музикантів-любителів графів Вільгорських, які дозволяли грати на ній заїжджим знаменитостям. У 1870 році Вельгорський подарував інструмент Карлу Давидову, чиє ім'я він носить і донині.
У 1964 році віолончель Давидова придбала за 90 тисяч доларів США хрещена мати видатної віолончелістки Жаклін дю Пре. Дю Пре в кінці 1960-х роках грала виключно на цій віолончелі, але в 1970 році відмовилася від її використання.
На інструменті грає американський віолончеліст китайського походження Йо-Йо Ма.